# DAF CF
DAF CF (Compact Forte) — крупнотоннажный грузовой автомобиль, выпускаемый нидерландской компанией DAF Trucks с 2000 года.

## Первое поколение (2000—2006)
Среднетоннажные грузовые автомобили серий 65, 75 и 85 дебютировали в 1992 году, шестью годами позднее их заменили обновлённые 65CF, 75CF и 85CF. Начиная с 2000 года, семейство было модернизировано во второй раз, получив обозначение CF (Compact Forte). Новый модельный ряд включил модели CF65, CF75 и CF85 с новой кабиной. Полная масса данных грузовых автомобилей составляет 18 тонн для модификаций CF65, для моделей CF75 и CF85 масса равняется от 18 до 32 тонн.
Поскольку DAF CF выпускается в трёх основных вариантах (65, 75, 85) и может быть не только тягачом, но также самосвалом и большим грузовиком, на него могут устанавливаться двигатели трёх моделей. Самый мощный (12,6 л, 340—430 л. с.) позаимствован у флагмана 95XF. Двигатель послабее — 9,2-литровый мощностью 250—360 л. с. Для наиболее лёгких версий предназначается новый Cummins (его рабочий объём — 5,9 л, мощность — 185—250 л. с.), оснащённый системой впрыска Common Rail. Все коробки передач изначально были только механические, с традиционным рычагом. Но позже появились версии с автоматическими коробками передач.

## Второе поколение (2006—2013)
В 2006 году семейство CF обновилось аналогично среднетоннажникам LF.
Серия CF65 представлена двухосными шасси (4 × 2) полной массой 18 тонн. Колёсная база варьируется в диапазоне от 4 до 7,3 м. Максимальная длина полезного груза при короткой кабине и самой большой базе равняется 10,1 м. Размер колёс, как у всей серии CF, равен 22,5 дюйма.
В серию CF75 входят шасси полной массой 18 (4 × 2), 26 (6 × 2 и 6 × 4) и 32 тонны (8 × 4), а также седельные тягачи 4 × 2 полной массой 18 тонн (в составе автопоезда — 40 тонн). Колёсная база у шасси составляет от 4 до 7,1 м, у седельных тягачей — 3,25; 3,6 и 3,8 м.
Шасси серии CF85 имеют полную массу 18 (колёсная формула 4 × 2), 25 (6 × 2), 26 (6 × 2 и 6 × 4) и 32 тонны (8 × 2 и 8 × 4). Колёсная база у этих автомобилей составляет от 3,8 до 7,1 м. Седельные тягачи CF85 выпускаются с колёсной формулой 4 × 2 (полная масса — 18 тонн, в составе автопоезда — 40 тонн), 6 × 2 (23 и 25,7 тонны, в составе автопоезда соответственно — 40 и 44 тонны) и 6 × 4 (26 тонн, в составе автопоезда — 58 тонн). Колёсная база у седельных тягачей — 4 × 2 — та же, что и у двухосных CF75, у тягачей — 6 × 2 — 3,85 и 4,1 м, у тягачей 6 × 4 — 3,9 м.
Все автомобили серии CF оборудуются тремя вариантами кабин общей шириной 2260 мм. Короткая кабина CF Day Cab имеет длину 1770 мм и внутреннюю высоту 1600 мм, кабина CF Sleeper Cab c одним спальным местом — ту же внутреннюю высоту, что и CF Day Cab, и длину 2200 мм, кабина CF Space Cab c двумя спальными местами — ту же длину, что и CF Sleeper Cab, и внутреннюю высоту 2230 мм. Длина спальных мест — 2,02 м, ширина — 0,73 м.
Автомобили серии CF65 оснащаются новыми 6,7-литровыми дизелями PACCAR GR мощностью 220, 250 и 280 л. с. — теми же, что применяются в серии LF. Серия CF75 оборудуется новыми 9,2-литровыми моторами PACCAR PR мощностью 250, 310 и 360 л. с.
На грузовики CF85 устанавливаются новые 12,9-литровые дизели PACCAR MX мощностью 360, 410, 460 и 510 л. с. Ресурс двигателей MX, устанавливаемых также на автомобили XF105, составляет без капремонта 1600 тыс. км.
Двигатели PR и MX, оснащенные интеллектуальной системой впрыска топлива SMART с индивидуальными насос-форсунками и каталитическим восстановлением по технологии SCR, соответствуют нормам Евро-4 и Евро-5.
Моторы компонуются с механическими коробками передач: 6- и 9-ступенчатыми — на CF65, 8-, 9- и 16-ступенчатыми — на CF75 и CF85.
Коробки могут дополняться пневмоусилителем переключения ServoShift. В качестве опции на автомобиле устанавливаются коробки ZF AS-Tronic. Автомобили CF75 также могут оснащаться 5-ступенчатым «автоматом» Allison.
Вместо параболических рессор может устанавливаться пневмоподвеска. Версии крупнотоннажников колёсной формулой 6 × 4 и 8 × 4 оборудуются уникальной 8-рычажной тандемной подвеской DAF. Одной из особенностей новой серии CF стало применение дисковых тормозов вместо барабанных (за исключением машин с колёсными редукторами).
Интервал техобслуживания для крупнотоннажников серии CF равен 150 тыс. км пробега.

## Третье поколение (2013—2017)
В 2013 году семейство CF обновили аналогично сериям LF и XF. Автомобили получили новый внешний вид и двигатели стандарта Евро-6.
Для автомобилей серии CF стандарта Евро-6 массой автопоезда до 44 тонн с крутящим моментом двигателя до 2300 Н*м появилась новая, ещё более лёгкая задняя ось. Использование конструкции Stabilink — это одно из новшеств. Встроенный в подвеску задней оси стабилизатор поперечной устойчивости обеспечивает оптимальную жёсткость и устойчивость, а также позволяет значительно снизить массу. Новая монтажная плита седельно-сцепного устройства, продуманное крепление отсеков аккумуляторных батарей и новая система рулевого управления также позволяют снизить массу. Конструкция шасси гаммы LF Евро-6 была полностью пересмотрена для обеспечения максимальной жёсткости, отличных ходовых качеств, дополнительного свободного пространства для крепления компонентов и снижения собственной массы. Самое значительное новшество — шасси с одиночной стенкой — позволяет максимально уменьшить собственную массу, не снижая прочности благодаря использованию высококачественной стали. Для увеличения грузоподъёмности модели массой 18 и 19 тонн могут оснащаться новой задней осью грузоподъёмностью 13 тонн. Это необходимо для автомобилей, эксплуатируемых в странах, в которых максимальная нагрузка на ведущую ось может превышать 11,5 тонн.

## Четвёртое поколение (2017—настоящее время)
В апреле 2017 года DAF Trucks показал новое поколение модели CF (4-е по счёту), которое хоть и похоже на предыдущее, но стало на 7 % более экономичным. Двигатели PACCAR MX получили обновлённый турбонаддув и изменённую систему EGR. Благодаря новым поршням и форсункам удалось снизить термальную нагрузку на двигатель. Ряд технических усовершенствований позволил значительно повысить крутящий момент двигателей PACCAR MX-11 и MX-13.
Задняя ось также подверглась доработкам. Передаточное число гипоидной главной передачи снизили до 2,05:1, что позволило достигать крейсерской скорости 85 км/ч при 1000—1040 об/мин. «Стандарт» DAF CF оснащается 12-ступенчатой автоматической коробкой передач TRAXON, а 16-ступенчатая доступна в качестве опции. Новые грузовики также получили обновлённую электронику с системами EcoRoll и Cruise Control последнего поколения. Отдача моторного тормоза PACCAR Engine Brake была повышена. Максимальная тормозная мощность у двигателя MX-11 выросла с 320 до 340 кВт, что дало 20%-й прирост эффективности торможения в диапазоне оборотов с 1000 до 1500 об/мин.

### CF Electric
DAF Trucks совместно с компанией VDL Bus & Coach представили электрическую версию седельного тягача семейства CF. Небольшая партия электромобилей поступила на испытания клиентам уже в конце 2018 года.
DAF CF Electric — 9,7-тонный седельный тягач, предназначенный для работы в городских условиях в составе автопоездов полной массой до 40 тонн. В движение он приводится электродвигателем мощностью 210 кВт, который получает энергию от литий-ионных батарей общей ёмкостью 170 кВт*ч. DAF Trucks сообщает, что запас хода составит около 100 километров. При этом время быстрой зарядки — всего 30 минут, а на полную зарядку понадобится 1,5 часа.